# Caroline zu Mecklenburg

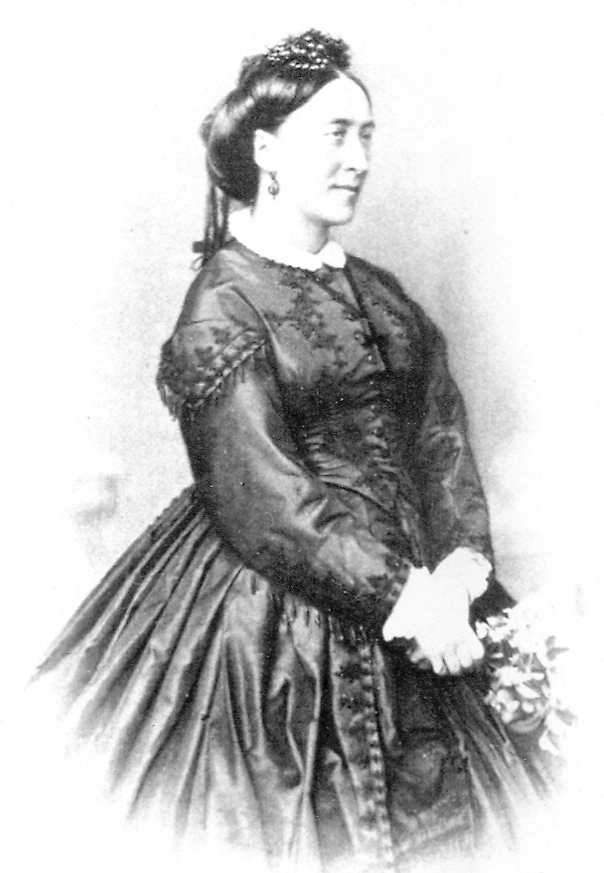
Caroline von Mecklenburg-Strelitz

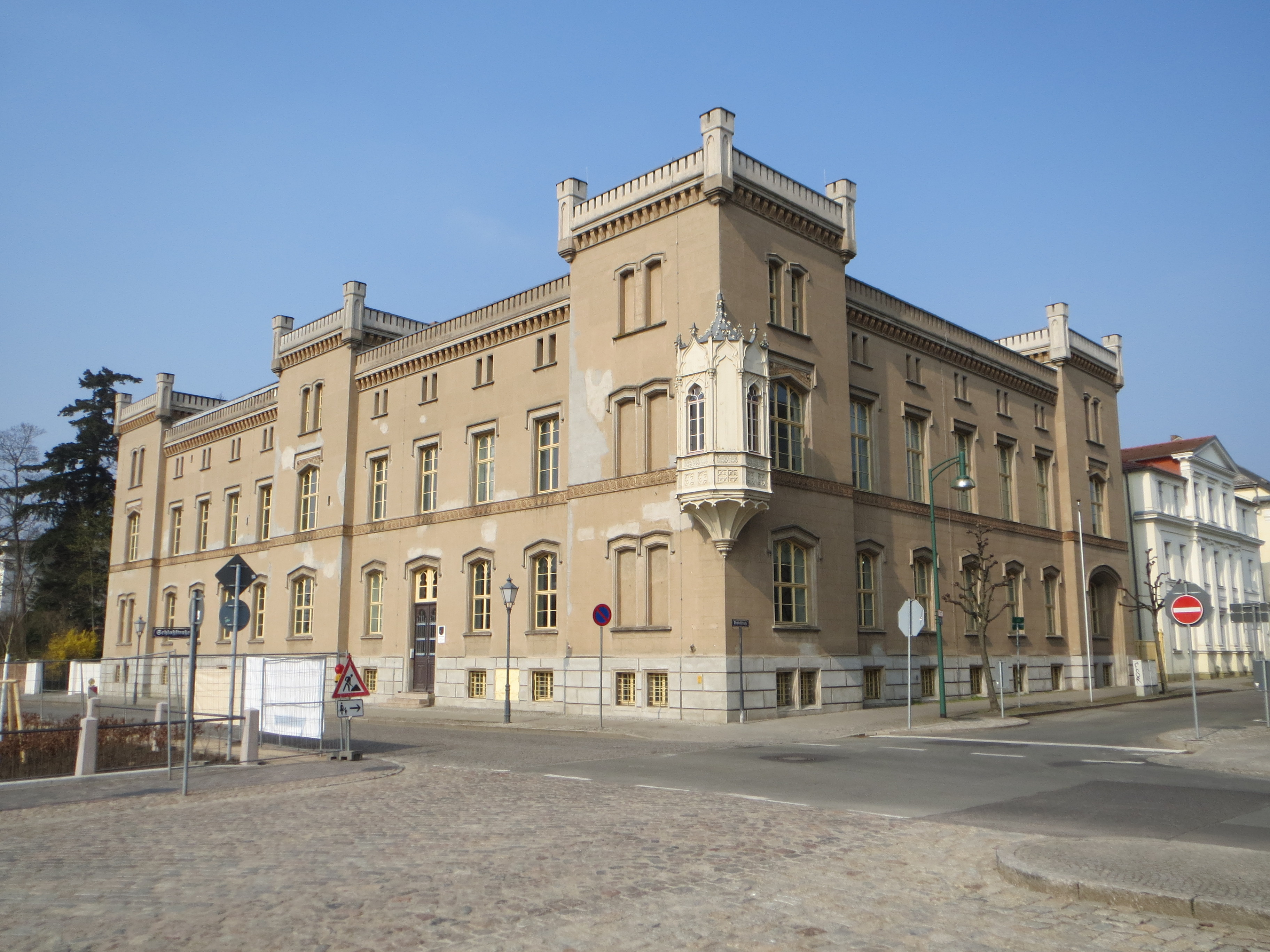
Carolinenpalais in Neustrelitz (2014)

Caroline, Herzogin zu Mecklenburg[-Strelitz], auch Karoline (Caroline Charlotte Marianne; * 10. Januar 1821 in Neustrelitz; † 1. Juni 1876 in Neustrelitz) war eine Angehörige des großherzoglichen Hauses von Mecklenburg-Strelitz und durch Heirat von 1841 bis 1846 Kronprinzessin von Dänemark.

## Leben
Caroline Marianne war die Tochter von Großherzog Georg von Mecklenburg-Strelitz und dessen Gemahlin Prinzessin Marie von Hessen-Kassel. Am 10. Juni 1841 heiratete sie in Neustrelitz den dänischen Kronprinzen Frederik, den späteren König Friedrich VII., der sich nach einer unglücklichen kinderlosen Ehe von seiner ersten Gemahlin hatte scheiden lassen.
Caroline Marianne verließ Dänemark 1844 und kehrte nach Neustrelitz zurück. Grund dafür war wohl die Affäre ihres Mannes mit der Tänzerin Louise Christine Rasmussen. Die Ehe wurde 1846 kinderlos geschieden. Caroline Marianne verbrachte noch 30 Jahre in Neustrelitz. Für sie wurde 1850 das Carolinenpalais errichtet. 
1860 stiftete sie die Mittel zur Errichtung des Neustrelitzer Krankenhauses Carolinenstift.
Sie verstarb am 1. Juni 1876 und wurde am 7. Juni 1876 in der Fürstengruft der Schlosskirche Mirow beigesetzt.